# Gota de Leche (San Sebastián)
La Gota de Leche de San Sebastián fue la segunda de España tras la de Barcelona. Se inauguró en 1903 en un pabellón del mercado de San Martín de San Sebastián y fue una iniciativa en la que colaboraron la Diputación Provincial, el Ayuntamiento de San Sebastián y las Cajas de Ahorro Provincial y Municipal. El Centro contó también con una consulta de pediatría. La leche se maternizaba y esterilizaba y la gente pobre recibía la leche gratuitamente, aunque a cambio debían llevar a los bebés a la consulta de pediatría.

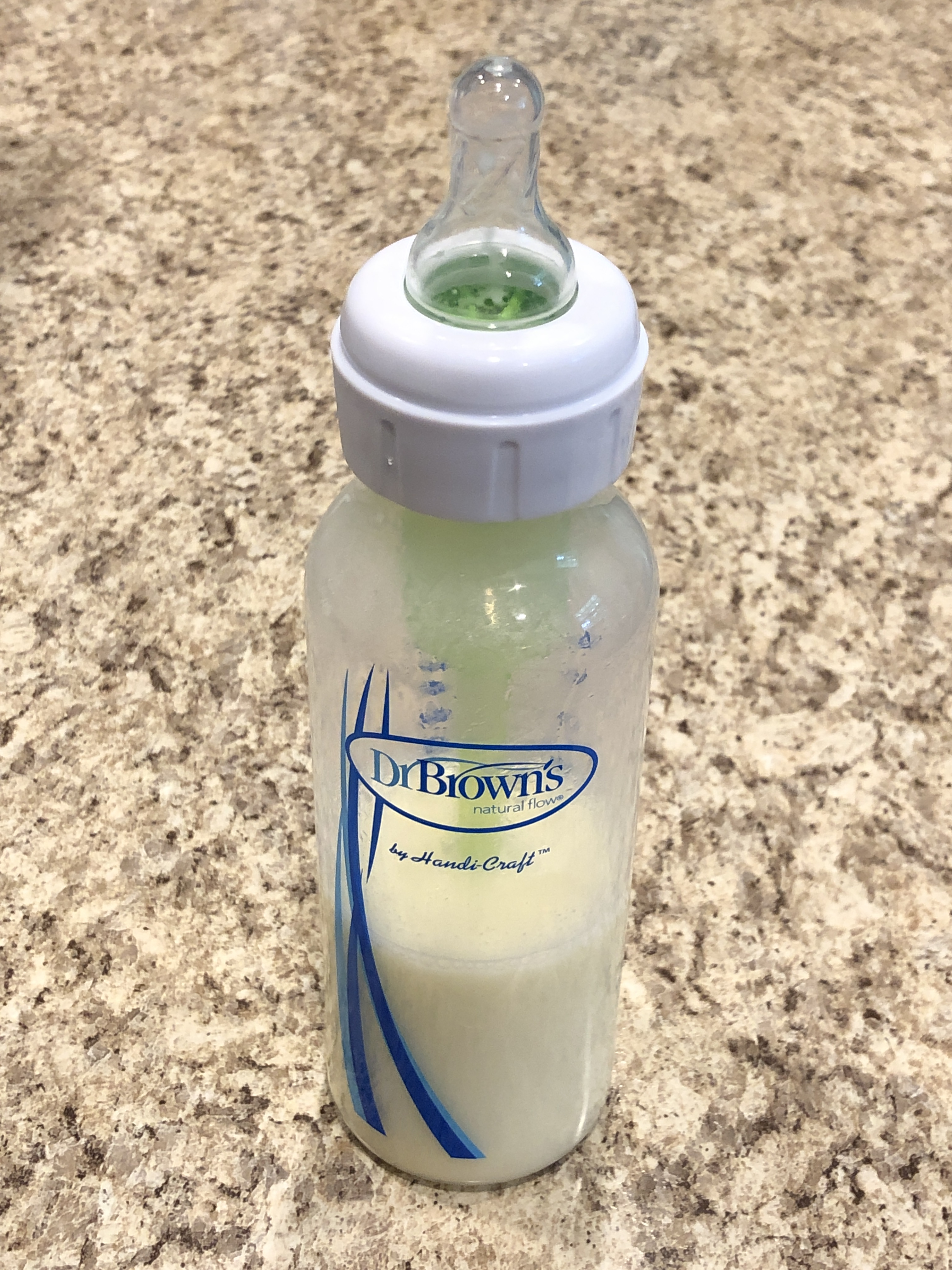
Leche maternizada

## Historia
La creación de las Gotas de Leche procedía de Francia, donde en 1894 se creó la primera instalación de estas características con el fin de reducir la mortalidad infantil de quienes, por falta de medios, no podían tener nodrizas.
En su fundación y mantenimiento contribuyeron las Cajas de Ahorro Municipal y Provincial de Guipúzcoa así como el Ayuntamiento de San Sebastián que cedió un local para su establecimiento. Para su atención se contó con un médico director y las Hijas de la Caridad.
La primera actuación en 1901 fue enviar al director de la granja de Fraisoro, propiedad de la Diputación de Guipúzcoa, a Fécamp para estudiar la técnica de maternización y pasteurización de la leche de vaca. A su regreso a Fraisoro, puso en marcha en la granja dicho procedimiento para la alimentación de los expósitos allí acogidos. Desde el día 15 de agosto de 1902 se comenzó a enviar la leche maternizada al Asilo de Niños San José de la capital guipuzcoana y a los niños de la Casa Cuna de Fraisoro.
En vista del buen resultado obtenido en la granja de Fraisoro, se pensó instaurar una gota de leche en San Sebastián. La inauguración tuvo lugar el 28 de septiembre de 1903, acto al que concurrieron SS. MM. los Reyes de España y AA. RR. Se entregó desde el primer día leche esterilizada y maternizada para la lactancia artificial en San Sebastián.
El Primer Congreso Internacional de la Gota de Leche se celebró en París en octubre de 1905. La de San Sebastián estuvo representada por el médico Juan José Celaya, que fue su primer director (junto con Antonio Tamés).
El Segundo Congreso Internacional de las Gotas de Leche se celebró en Bruselas, en 1907 y acudió en representación de la de San Sebastián el pediatra. Felipe Errandonea. Este médico comenzó a encargarse del consultorio de niños de la Gota de Leche y en 1904 accedió al cargo de director hasta su fallecimiento en 1939.
Le siguieron en el cargo los pediatras Miguel Sagardía y, desde 1970, José Antonio Herrero Cachán hasta su clausura en 1984. 
A partir de 1945 la leche artificial comenzó a ser una alternativa a la leche materna por lo que fue adquiriendo más notoriedad en el Centro la consulta de pediatría y los cursos de puericultura que se prestaban. 
Fueron muchos los pediatras que colaboraron, en  ocasiones de manera desinteresada, como los doctores Elvira, Aristegui, Minondo, Aguirrebengoa, Maeso, Alustiza, Rodríguez Picabea y  Bireben.
En 1953 el ayuntamiento de San Sebastián otorgó la medalla de plata de la ciudad a Sor Teodora Plazaola por su labor en la Gota de Leche durante 50 años en los que atendió a varias generaciones de niños donostiarras desde su fundación.

## Felipe Errandonea Bolumburu
Nació en San Sebastián en 1870 y tras realizar los estudios de Medicina se dedicó específicamente al tratamiento infantil. Hasta entonces eran los médicos generales y los ginecólogos los que trataban las enfermedades de los niños.
En 1903 al crearse la Gota de Leche comenzó como ayudante del Dr Celaya y ya desde 1904 como director del Centro.
En 1923 colaboró  junto con otros ´pediatras en la organización del 2º congreso nacional de pediatría en San Sebastián donde desarrollaron varias ponencias y visitaron la Casa Cuna de Fraisoro dirigida por Jesús Alustiza.
Fue el pionero de la pediatría en Guipúzcoa junto con Ángel Elvira y falleció en 1939.